# Epidromia flavilineata
Epidromia flavilineata är en fjärilsart som beskrevs av George Francis Hampson 1904. Epidromia flavilineata ingår i släktet Epidromia och familjen nattflyn. Inga underarter finns listade i Catalogue of Life.